# Dulitellus opacus
Dulitellus opacus is een hooiwagen uit de familie Trionyxellidae.